# Thelypteris semihastata
Thelypteris semihastata är en kärrbräkenväxtart som först beskrevs av Kze., och fick sitt nu gällande namn av Ren-Chang Ching. Thelypteris semihastata ingår i släktet Thelypteris och familjen Thelypteridaceae. Inga underarter finns listade.